# CONSUDATLE
CONSUDATLE (Spaans: Confederación Sudamericana de Atletismo) is de Zuid-Amerikaanse atletiekfederatie waar nationale en internationale sportbonden bij aangesloten zijn. Het is een van de wereldwijd zes regiofederaties van de International Association of Athletics Federations (IAAF).  CONSUDATLE werd op 24 mei 1918 opgericht in Buenos Aires, Argentinië. De oprichtende leden waren toen Argentinië, Chili en Uruguay. Binnen tien jaar volgden Brazilië (1922) en Peru (1925).

## Leden
- Argentinië
- Bolivia
- Brazilië
- Chili
- Colombia
- Ecuador
- Guyana
- Panama
- Paraguay
- Peru
- Suriname
- Uruguay
- Venezuela